# Tell Arqa
Tell Arqa (in arabo عرقا‎?, ʿarqā) è una città antica e un sito archeologico che si trova nel Nord del Libano, nel distretto di Akkar. La città era nota con il nome di Arca Caesarea o Cesarea del Libano al tempo dei Romani.
Il sito si trova nei pressi del moderno villaggio di 'Arqa, a circa 1 km a ovest della città di Miniara e a circa 20 km a nord-est del capoluogo Tripoli.

## Storia
Il sito di Tell Arqua ha origini molto antiche. Il luogo è stato probabilmente abitato stabilmente già nel 6 ° millennio, anche se fino ad oggi i reperti più antichi rinvenuti sono attribuiti alla metà del 3 ° millennio. Infatti scavi condotti tra il 1978 e il 1981 e dal 1992 al 1998 hanno portato alla luce reperti risalenti all'età del Bronzo. I principali ritrovamenti sono datati al periodo del Bronzo antico (quartiere con abitazioni), al Bronzo medio ("tomba del guerriero", manufatti in ceramica, fortificazioni e tombe) e al Bronzo finale con ritrovamenti di case e tombe.
In antichità Arqa è stata chiamata anche Irqata, e i suoi abitanti, chiamati Arkites o Arqiens, sono citati nella Bibbia.
Il nome della città di Irqata compare anche nelle Lettere di Amarna, in quanto gli anziani della città avevano inviato una lettera al Faraone Akhenaton per richiedere il suo aiuto contro l'attacco degli Habiru.
In epoca romana, la città era conosciuta come Cesarea del Libano o Arca Caesarea. Qui nacque nel 208 l'imperatore Alessandro Severo.
Al tempo delle Crociate il luogo assunse una notevole importanza strategica, in quanto dalla sua posizione poteva controllare le strade che portavano da Tripoli a Tartus e Homs.
Durante la prima crociata, Raimondo di Tolosa pose l'assedio della città nel 1099, ma non riuscì a conquistarla. Vi riuscì invece suo nipote Guglielmo Giordano di Cerdanya nel 1108 dopo tre settimane di assedio, annettendo quindi la città alla Contea di Tripoli. Dopo la conquista crociata viene edificato un castello fortificato di cui restano ancora parte delle mura.
Nel 1167, Norandino, approfittando della prigionia del Conte di Tripoli Raimondo III, cerca di prendere Arqa. Successivamente il re di Gerusalemme Amalrico I dona Arqa ai Cavalieri di Malta.
Nel 1171 la città viene nuovamente assediata dall'atabeg di Mosul, ma pur subendo pesanti danni resiste.
La città di Arqa viene definitivamente persa dai crociati nel 1266 (o 1265) sotto gli attacchi del Sultano mamelucco Baybars che portano al crollo della Contea di Tripoli.